# Siffernotskrift

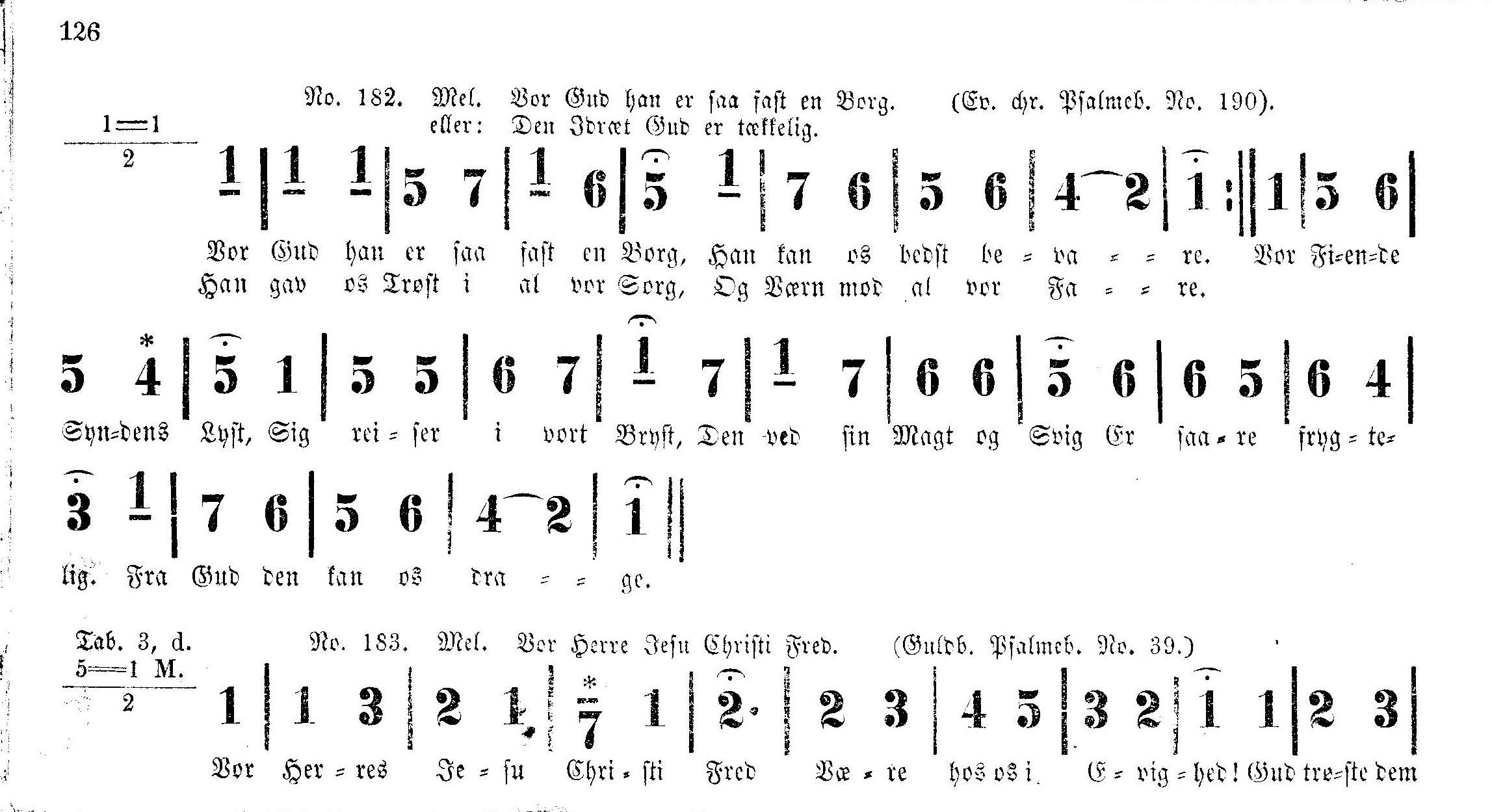
Notação para o psalmodicon do Coral-Melodier de Lindeman para Psalmodicon i siffertoneskrift para a melodia «Vor Gud han er saa fast en Borg»

Siffernotskrift (em português, algo como "escrita de notas numéricas") ou sifferskrift é uma palavra em língua sueca para designar uma forma de notação musical numerada na qual dados numéricos correspondem a notas musicais em determinados instrumentos. O sistema foi concebido e usado pelo clérigo, salmista e educador musical sueco Johan Dillner (1785-1862) no hinário que ele escreveu em 1830 para o psalmodicon - um instrumento de corda curvada de uma corda.
Ao contrário da Notação musical numerada de Galin-Paris-Chevé, os deslocamentos de oitava são descritos usando uma combinação de sub/sobrelinhando e um deslocamento na posição dos números. A primeira frase do Vor Gud han er saa fast en Borg se tornaria a seguinte na notação GPC asiática:
```
•
1
 | 
•
1
 
•
1
 | 5 7 | 
•
1
 6 ...
```